# Golm (Usedom)
Pour les articles homonymes, voir Golm.
Le Golm est une colline de 69 mètres d'altitude sur l'île d'Usedom, à l'est du Land de Mecklembourg-Poméranie occidentale. Il est situé dans la partie orientale de l'île, dans la commune de Garz, près du village de Kamminke, à proximité de la frontière germano-polonaise. Le Golm et les 25 hectares environnants constituent depuis 1967 un espace naturel protégé. Le nom Golm est dérivé d'un mot slave signifiant colline.
Pendant la Seconde Guerre mondiale, après le raid aérien américain sur Świnoujście, le 12 mars 1945, plus de 23 000 victimes  (entre 6 000 et 14 000 victimes selon d'autres sources) ont été enterrées dans des fosses communes sur le Golm. La plupart d'entre eux avaient fui la province de Prusse orientale devant l'Armée rouge. Le lieu était déjà utilisé auparavant comme cimetière militaire. Depuis lors, le Golm est l'un des plus grands cimetières militaires d'Allemagne et le plus grand site commémoratif de ce type en Mecklembourg-Poméranie occidentale. De 30 à 40 000 personnes visitent le site chaque année.

## Histoire ancienne

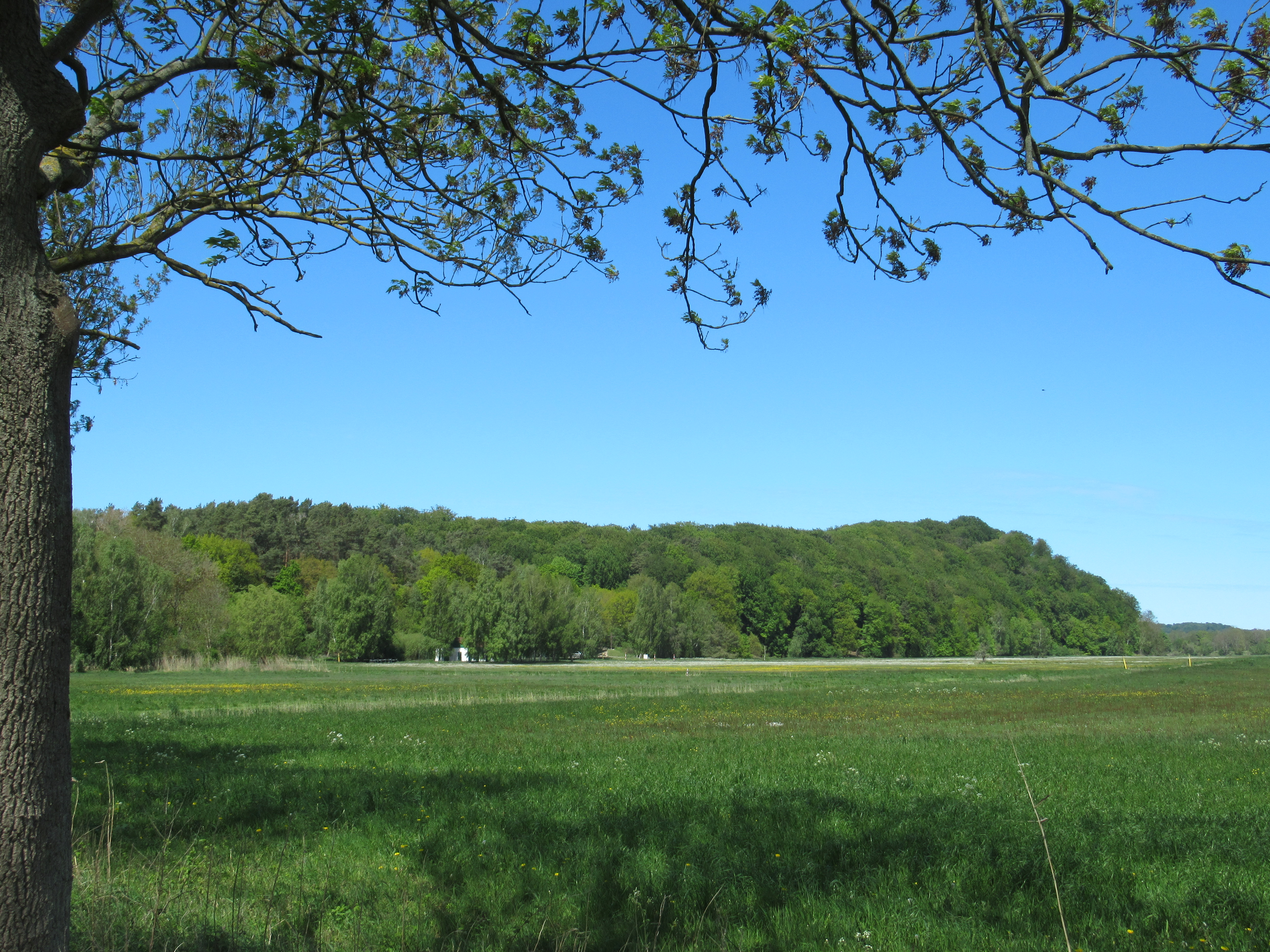
Le Golm vu du sud-est

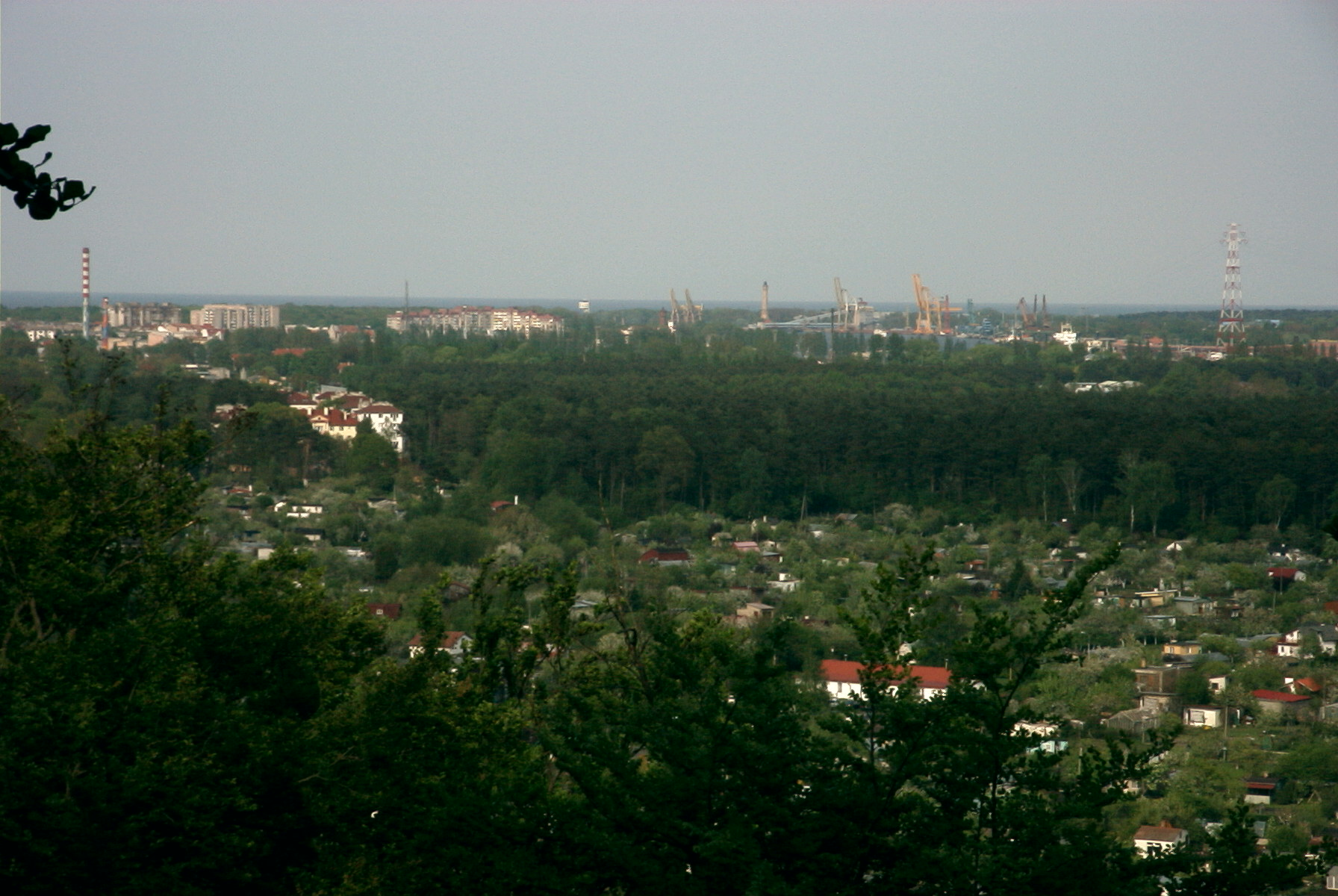
Vue sur Świnoujśce depuis le mur d'enceinte du Golm

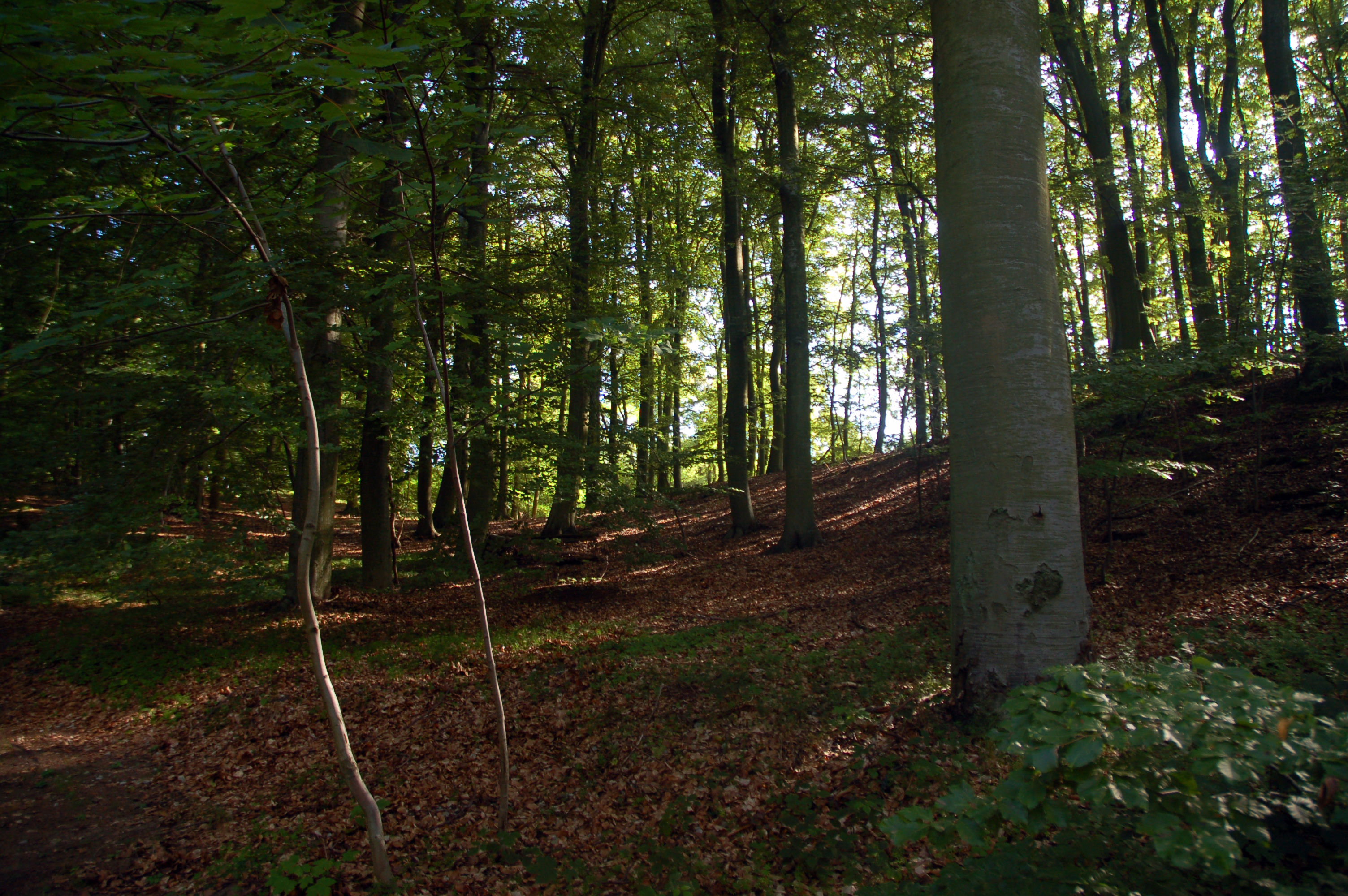
Forêt sur le Golm

Le Golm s'est formé dans le cadre d'une moraine lorsque la glace du glacier de l'estuaire de l'Oder a fondu et à la suite de la compression provoquée par les avancées ultérieures des glaces. Jusqu'il y a environ 5 000 ans, la montagne était baignée par la mer Baltique, ce n'est que plus tard qu'elle a été progressivement coupée de la mer. En 1860, une hache en pierre et une coupe ont été découvertes lors de travaux forestiers et dès 1892, des traces d'un mur de château de l'âge du bronze ont été trouvées sur le Golm. Mur de château en bronze jeune jusqu'au début de l'âge du fer avec le nom de champ « der Golm ». En tant qu'extension nord, l'enceinte du château, bien conservée, représente l'influence de la culture lusace. Dans l'ensemble, il est bien conservé, mais présente des dégâts dus à la Seconde Guerre mondiale. Un emplacement anti-aérien a été construit à l'emplacement de l'ancien restaurant, car c'est le point de vue sur Świnoujście. Devant le mur du château se trouve encore une défense militaire et au sud-est se trouvent plusieurs tumulus de l'âge du bronze.
La zone entourant le Golm est caractérisée par une vaste forêt de hêtres avec une flore et une faune associées. Des reproductions de faucons pèlerins, d'aigles de mer, de buses mellifères, de huppes et de chouettes pattues, entre autres, ont été enregistrées sur le Golm et ses environs. Après 1990, le grand-duc a été réintroduit. Les plantes trouvées ici comprennent les graminées fétuque, le millepertuis et la dentifrice à oignons. Le Golm et ses environs immédiats sont une réserve naturelle depuis 1967.
Jusqu'en 1945, les sources du versant nord du Golm étaient utilisées par une entreprise de Swinemünde pour produire de l'eau minérale.

## Histoire récente

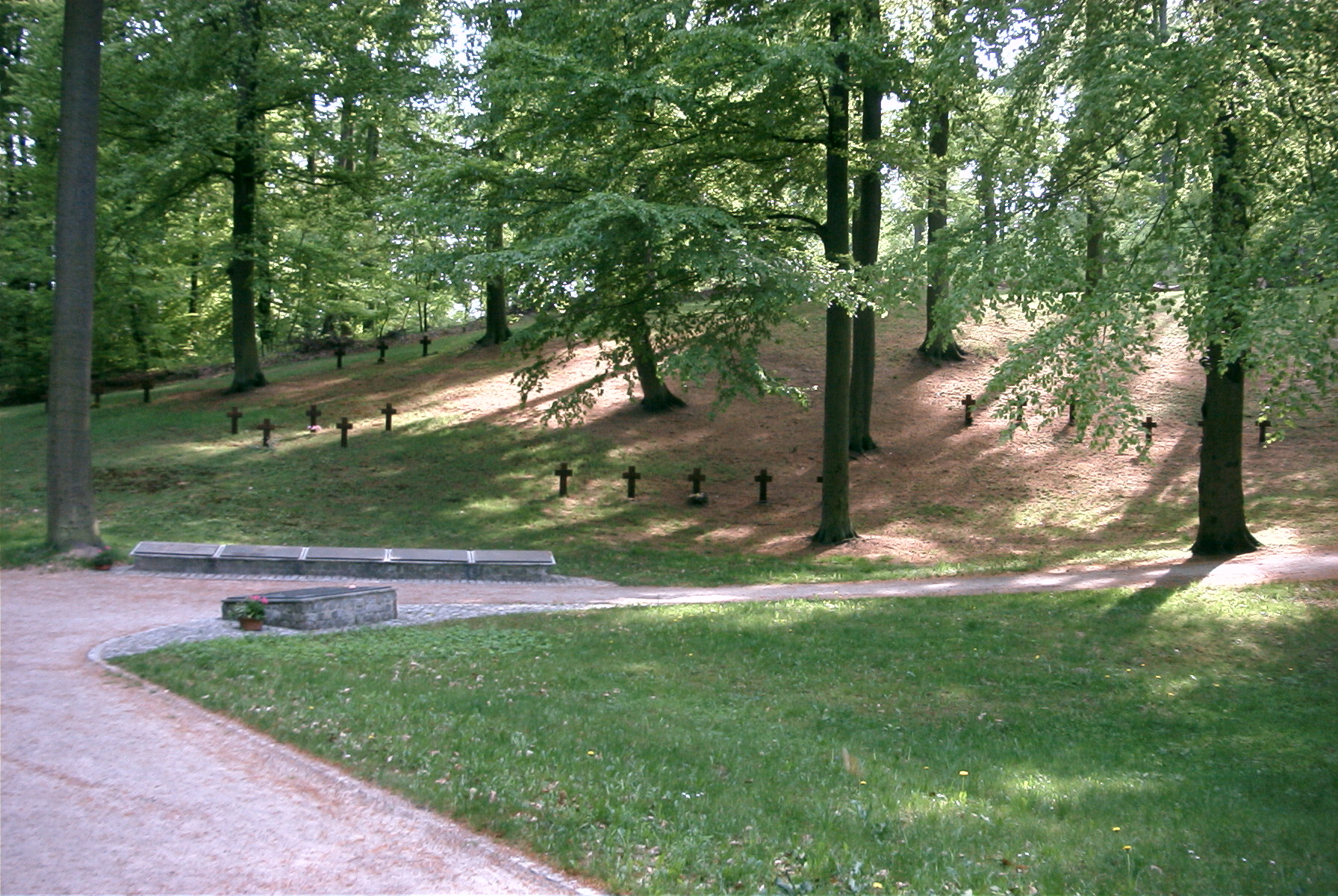
Champ funéraire dans le mémorial de Golm - plaques nominatives à gauche

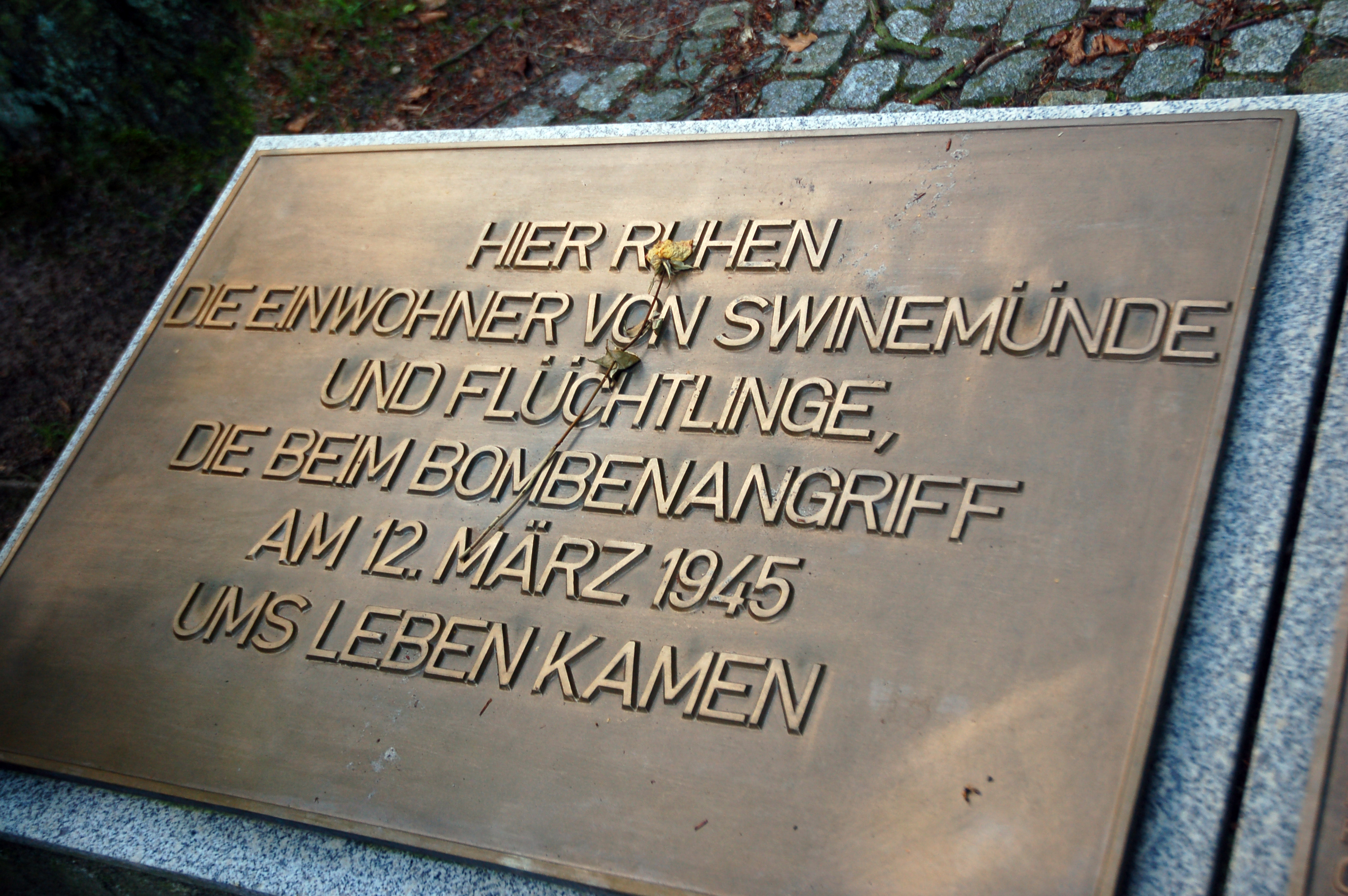
Plaque commémorative pour les victimes du bombardement de Swinemünde le 12 mars 1945

Le Golm existait depuis le milieu du XIXe siècle. Au XIXe siècle, c'était une destination prisée d'excursion pour les habitants de la ville voisine de Świnoujście, qui appartient aujourd'hui à la Pologne. C'est ainsi que des établissements gastronomiques été construits dans ses environs, comme par exemple un restaurant appelé « Onkels Thoms Hütte », une tour d'observation et des monuments commémoratifs pour les victimes de guerre. En 1852, le Golm a été relié par une route pavée et en 1880, un arrêt de chemin de fer a été construit sur la ligne ferroviaire Swindemünde- Berlin.

## Cimetière militaire

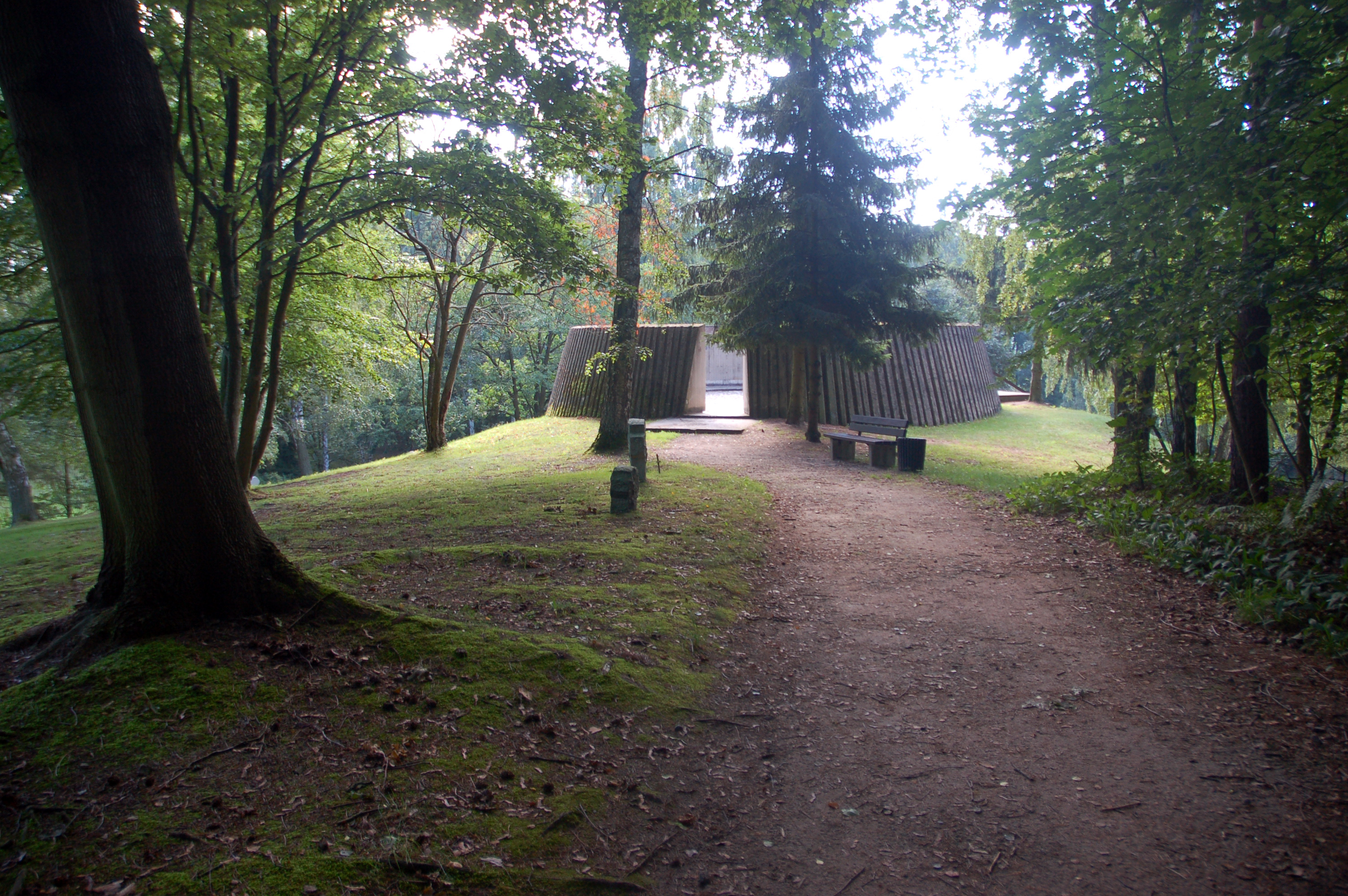
Vue du bâtiment central du mémorial

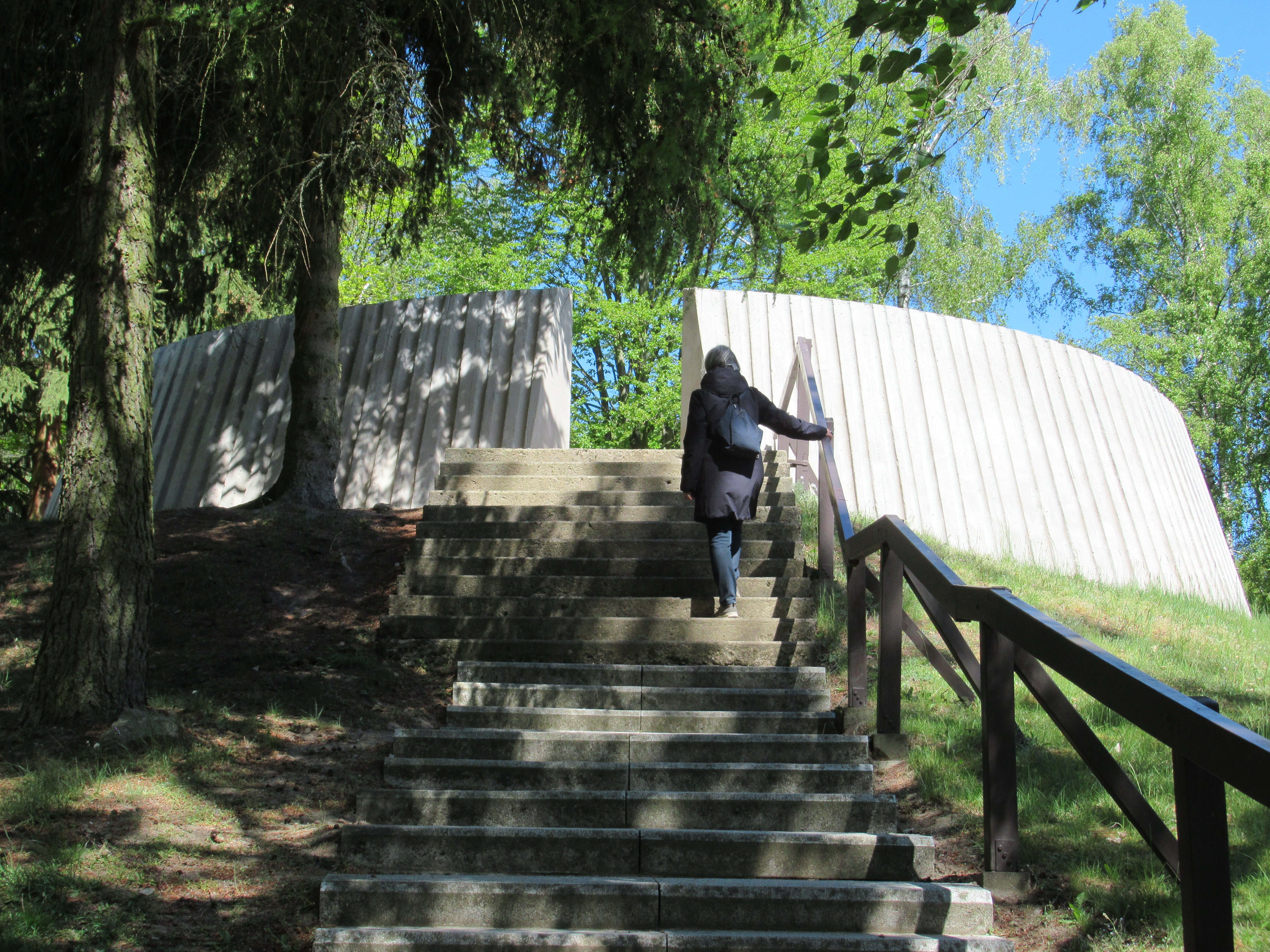
Entrée du bâtiment du ring

Pendant la Seconde Guerre mondiale, le Golm a commencé à être utilisé comme cimetière militaire en 1943 sous le nom de Cimetière d'honneur de Swinemünde-Golm . Les soldats des unités navales stationnées à Świnoujście ont été initialement enterrés, dont 51 hommes de l'équipage du sous-marin U 854, qui a coulé au nord de Świnoujście le 4 février 1944, et d'autres navires de guerre. En plus du cimetière naval, peu de temps après, des lieux de sépulture ont également été construits pour les soldats décédés à l'hôpital de Swinoujscie ou lors du transport sur des navires-hôpitaux. Les membres de l'armée de l'air de la base aérienne de Garz, située à proximité, y ont également trouvé leur dernière demeure. Environ 3 000 à 4 000 soldats auraient été enterrés sur le Golm 

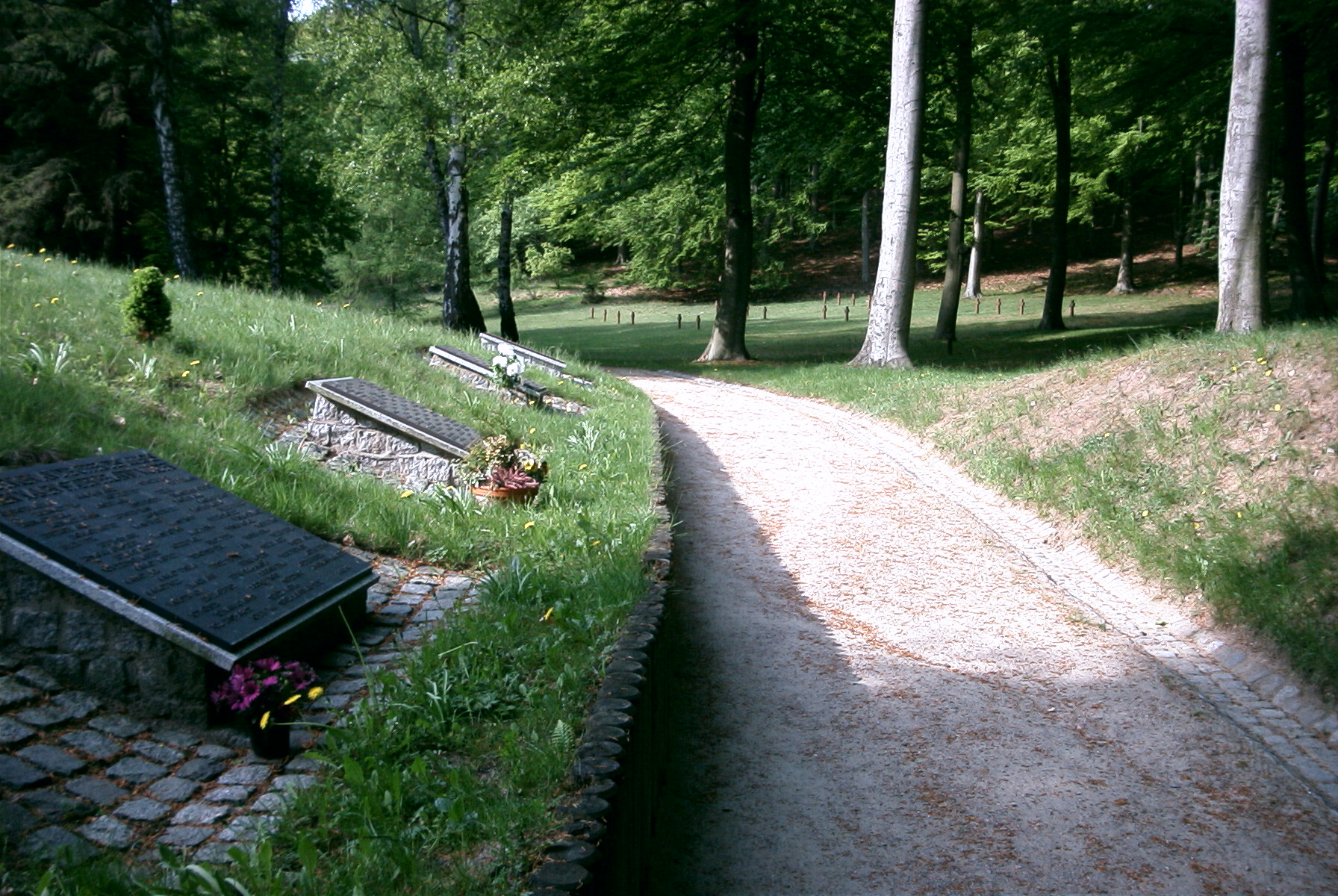
Plaques nominatives au mémorial de Golm

Le 12 mars 1945 vers midi, un bombardement américain a eu lieu sur la ville de Świnoujście, qui était alors surpeuplée de soldats et de réfugiés de Prusse orientale. Plus de 4 000 personnes ont perdu la vie dans cette attaque, et des estimations non confirmées font état de 23 000 morts.
Les nombreux morts non identifiables ont été enterrés de manière anonyme dans des fosses communes sur le Golm (« Cimetière des Inconnus »). Au départ, seuls 432 noms étaient connus : ceux-ci ont été enterrés individuellement dans des tombes en rangées en terrasses. Les funérailles eurent lieu le 25 mars 1945 et Flörke, l'administrateur du district, a prononcé un discours. Grâce à des recherches menées après 1990, 237 noms d'autres personnes enterrées sur le Golm ont pu être déterminés. Quatre plaques commémoratives leur ont été dédiées. En 2020, 1 667 victimes étaient connues par leur nom 
Le 12 mars 1992, a été crée une association dont l'objectif est de promouvoir la préservation et l'aménagement du cimetière des victimes de guerre. Depuis mars 2000, la Commission allemande des sépultures de guerre administre le mémorial et exécute les tâches qui y sont associées. Le 13 mars 2005, le Volksbund a ouvert un lieu de rencontre international pour la jeunesse dans l'ancienne école du village de Kamminke. Avec la conception du mémorial après 1990, le parrainage du Volksbund et la poursuite de son travail via le lieu de rencontre de la jeunesse, le groupe d'intérêt a considéré que ses tâches statutaires étaient remplies avec succès et a décidé de se dissoudre le jour du Souvenir 2005.

## Site de mémoire

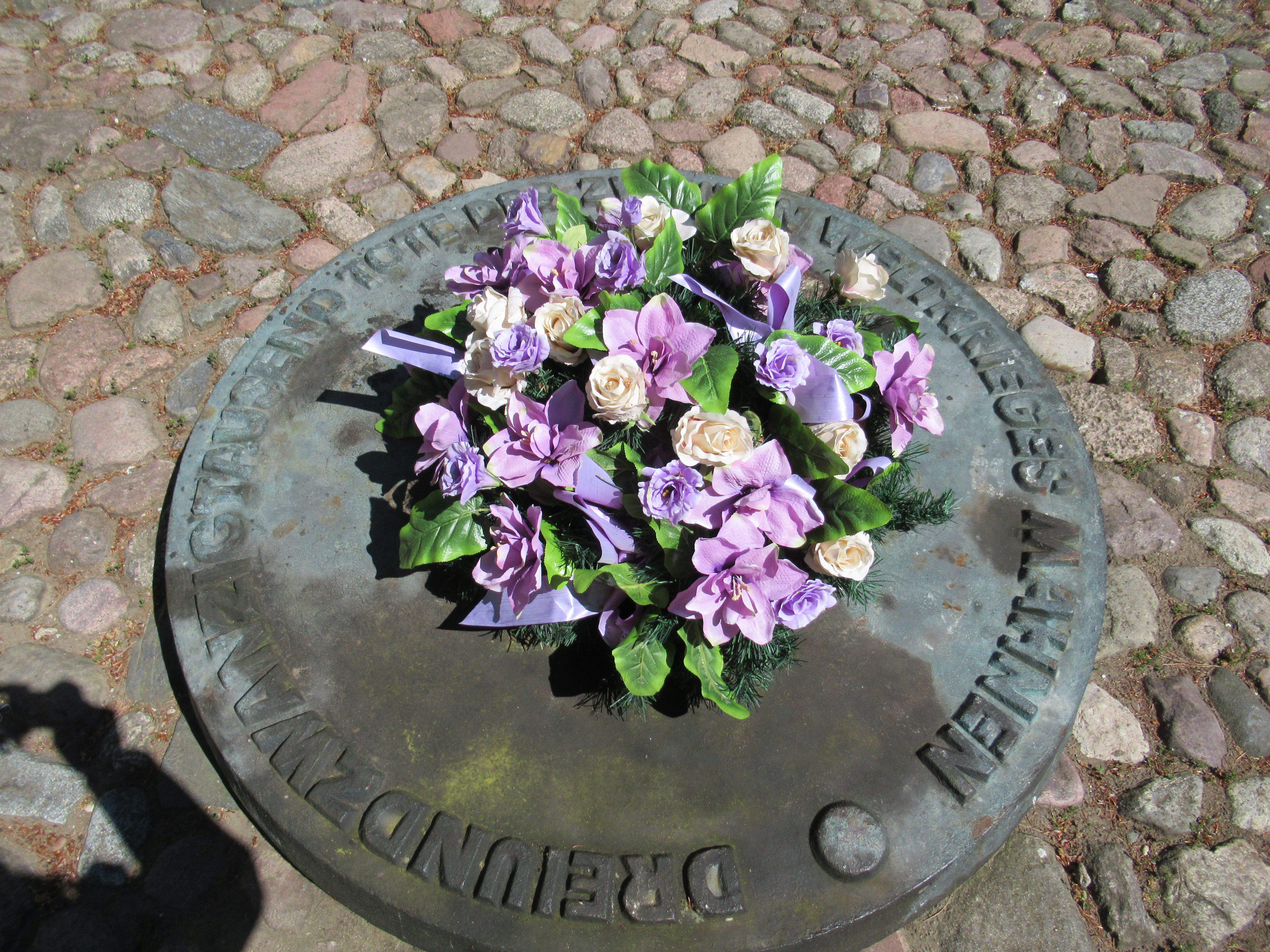
Panneau au sol du bâtiment du ring mentionnant 23 000 morts

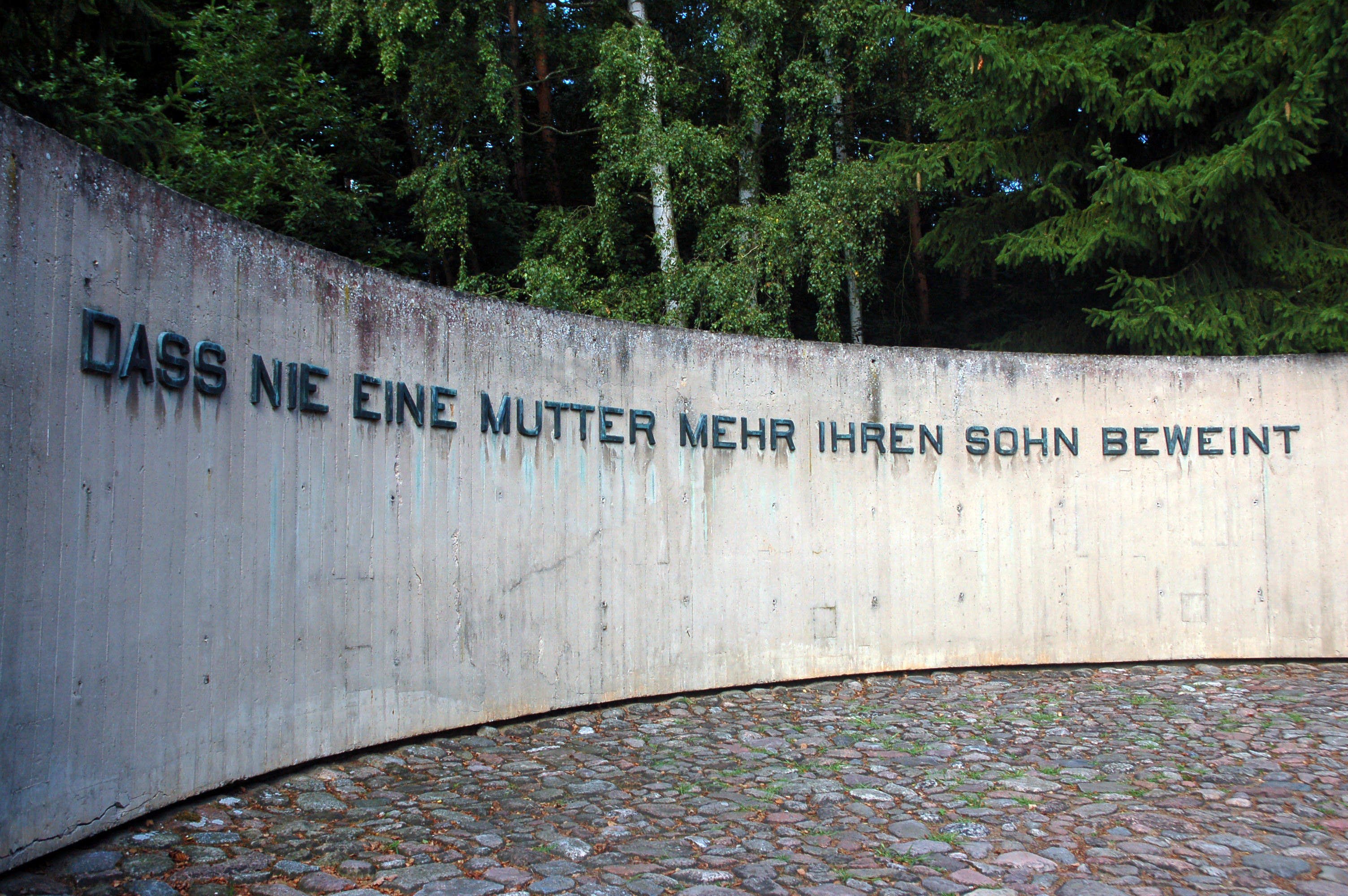
Une partie de l'intérieur du bâtiment central

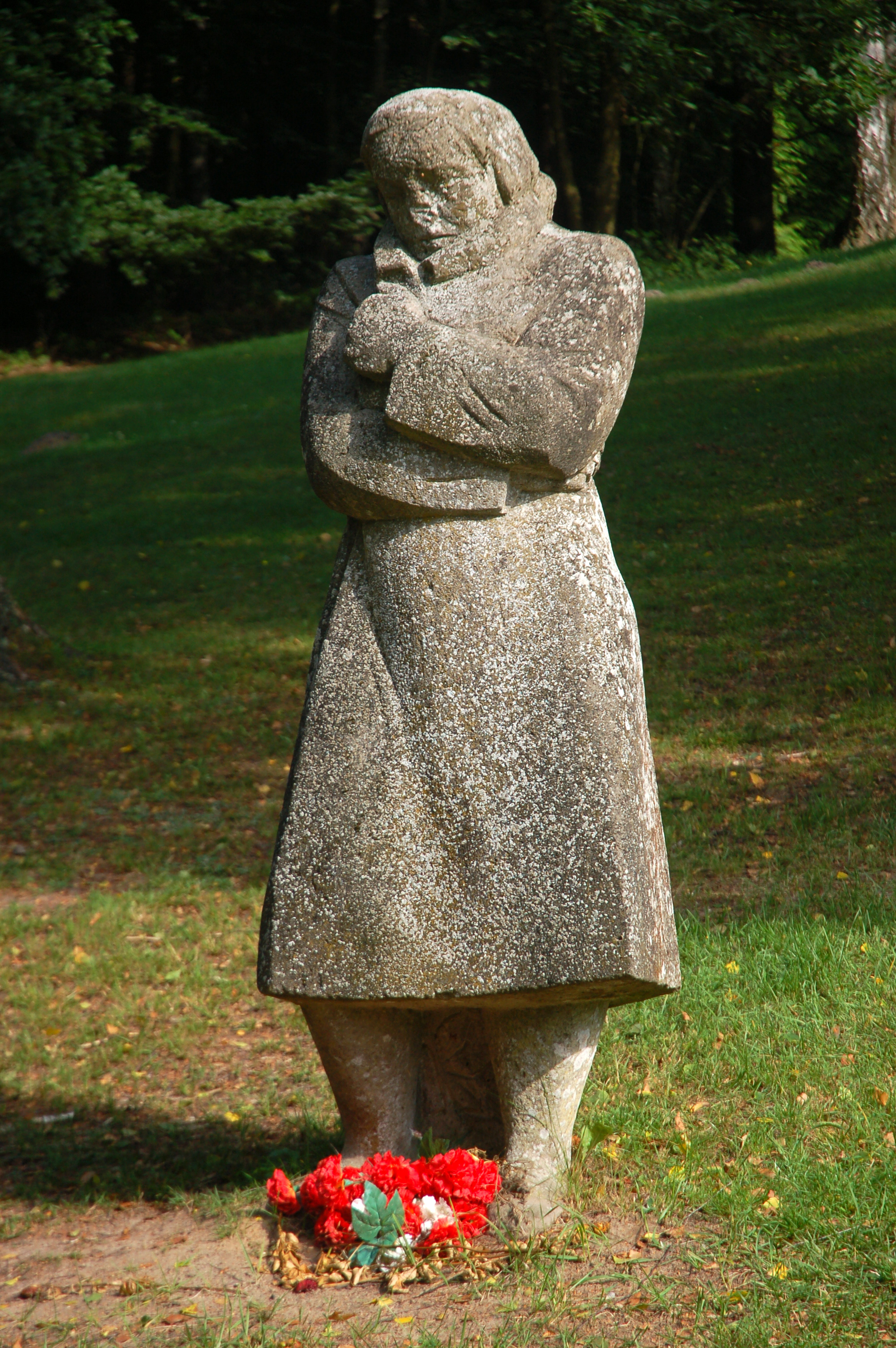
« La femme grelottant dans un manteau de soldat »

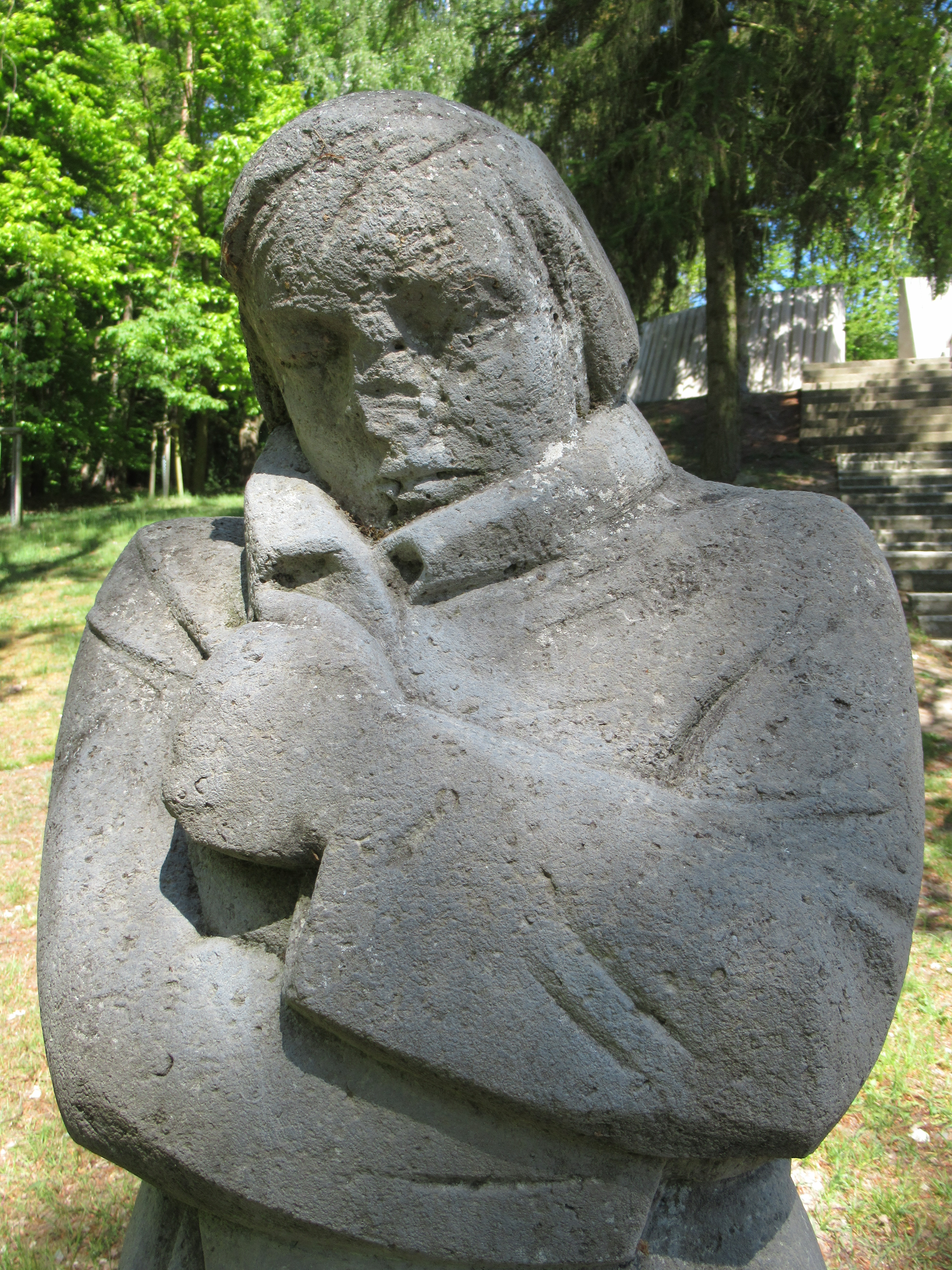
Visage de la femme détruit (2019)

Immédiatement après la guerre, divers efforts de l'Église et de particuliers pour aménager de manière appropriée le lieu, qui appartenait à l'État, ont d'abord échoué.
En 1950, le complexe était déjà partiellement envahi par la végétation. Les tombes individuelles des victimes des raids aériens ont d'abord été respectées, mais la zone des charniers ainsi que les cimetières navals et militaires ont été soumis à une « exploitation forestière » avec la création de forêts de pins. En 1955, les charniers avaient déjà disparu. Une croix en bois de 13 mètres de haut, érigée le 9 avril 1954 sur le point culminant du Golm, a été détruite anonymement dans la nuit du mercredi 14 au 15 avril de la même année. La demande de restauration a été rejetée. La statue « Femme glaciale en manteau de soldat », créée par le sculpteur de Bansin Rudolf Leptien en 1952, n'a même jamais été érigée. L’explication officielle était : « La sculpture inachevée dit peu de choses . Leptien s'enfuit à Berlin-Ouest. Le Golm relevait de la responsabilité du conseil du district de Wolgast, qui devait s'occuper de l'entretien de l'installation. Parmi les jardiniers se trouvait le communiste Richard Döring de Kamminke. À sa demande, la sculpture a été érigée à l'emplacement prévu en 1984 sans l'autorisation des autorités. En 1967, sous la direction de l'église, plusieurs croix de granit et plaques nominatives ont été érigées dans la partie du cimetière où se trouvent les tombes des victimes des bombes. En 1969, celles-ci furent débarrassées et toute « conception de tombe individuelle » fut supprimée.
En 1968, le sculpteur Wolfgang Eckardt originaire de Rostock a été chargé de construire un « mémorial contre la guerre et le fascisme ». Sur ses suggestions, les quatre cimetières auparavant séparés ont été réunis par des pelouses appropriées. Dans un emplacement central au sommet de la colline, un bâtiment circulaire en béton en deux parties de plusieurs mètres de diamètre a été construit, achevé en 1973 mais jamais achevé.
Celui-ci est accessible et porte l'inscription „DREIUNDZWANZIGTAUSEND TOTE DES ZWEITEN WELTKRIEGES MAHNEN“ sur une plaque centrale ronde en métal et l'inscription „Dass nie eine Mutter mehr ihren Sohn beweint“ (Puisse que jamais plus une mère pleure son enfant).
Prévu à l'origine, un relief a été abandonné pour des raisons à la fois financières et artistiques. L'inscription a été retirée par des inconnus le 3 septembre 2009. Le Volksbund a ensuite fait installer de nouvelles lettres en plastique de couleur bronze en février 2010. Ceux-ci ont également été retirés le 27 juin 2010 par des auteurs jusque-là inconnus.
Les plaques signalétiques ont également été volées et remplacées par des plaques en plastique recouvertes d'une feuille d'argent qui n'intéressent pas les voleurs de métaux non ferreux.
À partir de 1995, la conception du site a été complétée par des éléments supplémentaires. Diverses croix en granit et en bois ainsi que des plaques de bronze portant les noms connus des morts enterrés ici ont été placées autour de la rotonde. De plus, une vitrine a été construite au début de l'escalier menant au mémorial ainsi qu'un bâtiment d'information contenant des informations sur l'histoire du lieu.
Sur le chemin d'accès au site, une stèle en granit porte une plaque avec l'inscription suivante : 
« Le Golm, qui était un lieu d'excursion populaire est actuellement le lieu de repos de plusieurs milliers de victimes du bombardement sur Swinemünde le 12 mars 1945. Pardonner n'est pas oublier." 
La Communauté des habitants de Swinemünde le 12 mars 1995. Plaque inaugurée en 2010.
Sur une plaque au sol on peut lire l'inscription suivante : "Nous nous souvenons des nombreux morts inconnus qui ont perdu la vie le 12 mars 1945 à Swinemünde et ont été ensevelis ici dans des fosses communes. Vous qui êtes en vie, assurez vous que la paix demeure. Souvenez vous aussi des soldats, de réfugiés et habitants de la ville de Swinemünde qui sont morts lors du bombardement et entérrés sous le ruines de la ville."
Le nombre de victimes de guerre enterrées sur le Golm est controversé. Jusqu'au début des années 2000, il y avait un large consensus sur le fait qu'environ 23 000 morts y gisaient soit 20 000 victimes civiles des bombardements et 3 000 soldats ,,,,
Avec le cimetière forestier de Halbe, dans le Land de Brandebourg, où ont été enterrées environ 28 000 victimes de la Seconde Guerre mondiale, le Golm est l'un des plus grands cimetières de guerre d'Allemagne. Le nombre de visiteurs est d'environ 30 000 à 40 000 personnes par an.
Chaque année, le 12 mars et le jour du Souvenir, des événements commémoratifs ont lieu à Golm. Le centre de rencontre et d'éducation des jeunes Golm à Kamminke a reçu en 2009 une Croix à clous itinérante de Coventry, qui sera probablement reprise plus tard par la paroisse catholique Stella Maris de Świnoujście.

## Sources
- (de) Cet article est partiellement ou en totalité issu de l’article de Wikipédia en allemand intitulé « Golm (Usedom) » (voir la liste des auteurs).